# دالاس بیکسلر
دالاس بیکسلر (به انگلیسی: Dallas Bixler) ژیمناست زادهٔ ۱۷ فوریهٔ ۱۹۱۰ میلادی اهل کشور ایالات متحده آمریکا است.